# Sites mégalithiques du Bas-Rhin
Cet article présente la liste des sites mégalithiques du Bas-Rhin, en France.

## Inventaire
| Monument                                  | Type              | Remarque         | Localisation                  | Coordonnées                      | Illustration                         |
| ----------------------------------------- | ----------------- | ---------------- | ----------------------------- | -------------------------------- | ------------------------------------ |
| Tumulus du Totenberg                      | Tumulus           |                  | Adamswiller                   | à géolocaliser                   | Image manquante                      |
| Tombe d'Altenheim                         | Tombe à chambre   |                  | Altenheim                     | à géolocaliser                   | Image manquante                      |
| Rocher des Poupons                        | Menhir            |                  | Belmont                       | 48° 23′ 55″ nord, 7° 15′ 55″ est | Image manquante                      |
| Bonne Pierre                              | Menhir            |                  | La Broque                     | à géolocaliser                   | Image manquante                      |
| Rochers des Celtes                        | Site mégalithique |                  | Dieffenthal                   | à géolocaliser                   | Image manquante                      |
| Large Stein                               | Menhir            | Classé MH (1930) | Dorlisheim                    | 48° 31′ 52″ nord, 7° 30′ 55″ est | Image manquante                      |
| Bassins d'Hexenkreis                      | Site mégalithique |                  | Ernolsheim-lès-Saverne        | à géolocaliser                   | Image manquante                      |
| Menhir d'Heidenstadt                      | Menhir            |                  | Ernolsheim-lès-Saverne        | à géolocaliser                   | Image manquante                      |
| Pierres du Sabbat                         | Menhir            |                  | Grandfontaine                 | 48° 31′ 15″ nord, 7° 05′ 45″ est | Image manquante                      |
| Tumuli de la forêt de Haguenau            | Tumulus           |                  | Haguenau                      | à géolocaliser                   | Image manquante                      |
| Cromlech de l'enceinte du Jardin des Fées | Cromlech          |                  | Lutzelhouse                   | 48° 32′ 02″ nord, 7° 15′ 04″ est | Image manquante                      |
| Menhir du Kappelbronn                     | Menhir            |                  | Lutzelhouse                   | 48° 32′ 23″ nord, 7° 15′ 23″ est | Image manquante                      |
| Pierre des trois Pierre                   | Site mégalithique | Classé MH (1931) | Meisenthal, Rosteig et Soucht | 48° 57′ 14″ nord, 7° 21′ 16″ est | Image manquante                      |
| Tumulus de Mussig                         | Tumulus           | Classé MH (1989) | Mussig                        | 48° 14′ 18″ nord, 7° 30′ 13″ est | Image manquante                      |
| Roches des Fées                           | Site mégalithique |                  | Neubois                       | 48° 18′ 14″ nord, 7° 17′ 25″ est | Image manquante                      |
| Tumulus d'Ohnenheim                       | Tumulus           |                  | Ohnenheim                     | 48° 12′ 14″ nord, 7° 29′ 10″ est | Image manquante                      |
| Pierre druidique d'Ottrott                | Menhir            | Classé MH (1862) | Ottrott                       | à géolocaliser                   | Image manquante                      |
| Pierre des Druides                        | Site mégalithique |                  | Reinhardsmunster              | 48° 41′ 50″ nord, 7° 18′ 13″ est | Pierre des Druides, Reinhardsmunster |
| Stempflocher                              | Pierre à cupules  |                  | Saint-Jean-Saverne            | à géolocaliser                   | Image manquante                      |
| Tumulus de Valff                          | Tumulus           |                  | Valff                         | à géolocaliser                   | Image manquante                      |
| Spitzstein                                | Menhir            |                  | Volksberg                     | 48° 55′ 49″ nord, 7° 19′ 18″ est | Spitzstein, Volksberg                |
| Pierre de Pfannenfelsen                   | Pierre à cupules  |                  | Weiterswiller                 | 48° 50′ 54″ nord, 7° 23′ 03″ est | Image manquante                      |
| Dolmen du Stockfeld                       | Dolmen            |                  | Strasbourg Stockfeld          | 48° 31′ 46″ nord, 7° 46′ 27″ est | Dolmen, Strasbourg Stockfeld         |